# از دست دادن امیدم
«امیدم را از دست می‌دهم» (به انگلیسی: Losing My Religion) تک‌آهنگی از آر.ئی.ام. است که در ۱۹ فوریه ۱۹۹۱ منتشر شد.
اصطلاح "Losing My Religion" متعلق به مناطقی از جنوب کشور آمریکا است که دو تفسیر متفاوت دارد. اولی "دارم از کوره در می‌روم" و دومی "دارم نامید و درمانده می‌شوم". مایکل استایپ در مصاحبه‌ای با نیویورک تایمز عنوان کرد که در این ترانه منظور، معنای رمانتیک دوم بوده‌است.
این تک‌آهنگ در چارت‌های فلاندرز، در رتبهٔ اول و در چارت‌های سوئد، فرانسه، اتریش، نروژ جزو ده ترانهٔ اول قرار گرفت.